# Клычев, Назлы
Назлы Клычев — советский хозяйственный, государственный и политический деятель, Герой Социалистического Труда.

## Биография
Родился в 1917 году на территории Хивинского ханства (в советское время — поселок Советский Куня-Ургенчского района). Член КПСС.
С 1938 года — на хозяйственной, общественной и политической работе. В 1938—1974 гг. — колхозник колхоза «Правда», бригадир, бухгалтер, председатель колхоза «Искра», председатель колхоза «Коммунизм», председатель колхоза «Искра» Куня-Ургенчского района Ташаузской области Туркменской ССР.
Указом Президиума Верховного Совета СССР от 14 декабря 1972 года присвоено звание Героя Социалистического Труда с вручением ордена Ленина и золотой медали «Серп и Молот».
Избирался депутатом Верховного Совета Туркменской ССР 6-го и 7-го созывов.
Умер после 1974 года.